# Oneirologie
Oneirologie is de wetenschap die zich bezighoudt met het bestuderen en ontleden van dromen. Het woord is een samenstelling van het Griekse ὄνειρον, oneiron, "droom"; en -λογία, -logia, "de leer van".
De eerste stappen werden in de 19e eeuw gezet door de Franse sinologen markies Léon d'Hervey de Saint-Denys en Alfred Maury. In de jaren vijftig van de 20e eeuw kreeg het onderzoeksdomein momentum met het onderzoekswerk van twee Amerikanen aan de Universiteit van Chicago: Nathaniel Kleitman en diens opvolger Eugene Aserinsky die ook het fenomeen van de remslaap ontdekte.

## Engelstalige literatuur
- E. Aserinsky, N. Kleitman. 1953. "Regularly Occurring Periods of Eye Motility and Concomitant Phenomena during Sleep".
- W.C. Dement, N. Kleitman. 1957. "The Relation of Eye Movements during Sleep to Dream Activity: An Objective Method for the Study of Dreaming".
- G.W. Domhoff. 2003. "The Scientific Study of Dreams".
- J. Gackenbach, S. LaBerge. 1988. "Conscious Mind, Sleeping Brain".
- J.A. Hadfield. 1969. "Dreams and Nightmares".
- J.A. Hobson. "The Dreaming Brain".
- M. Kramer. "Dream Psychology and the New Biology of Dreaming".
- S. LaBerge. 1985. "Lucid Dreaming".
- I. Oswald. 1972. "Sleep".
- R.B. Van de Castle. "Our Dreaming Mind".